# Purple (album)
Pour les articles homonymes, voir Purple.
Albums de Stone Temple Pilots
Core
(1992) Tiny Music... Songs from the Vatican Gift Shop
(1996)
Singles
1. Big Empty
Sortie : 22 mai 1993
2. Vasoline
Sortie : 1er juin 1994
3. Interstate Love Song
Sortie : 9 septembre 1994

Purple est le deuxième album studio du groupe de rock californien,  Stone Temple Pilots Il est paru le 7 juin 1994 sur le label Atlantic Records et a été produit par Brendan O'Brien.

## Historique
Cet album fut enregistré dans sa grande majorité en mars 1994 dans les studios Southern Tracks d'Atlanta. Big Empty fut enregistré le 25 Mars 1993 en Californie dans les Record Plant Studios, Loungefly fut enregistré aux Paisley Park studios de Minneapolis dans le Minnesota et Pretty Penny dans les studios Harptone. Le producteur Brendan O'Brien joua aussi de la guitare, du mellotron et des percussions sur cet album. Le guitariste des Butthole Surfers, Paul Leary viendra enregistrer le solo final de la chanson Loungefly.
L'album a débuté en première position du palmarès des ventes du Billboard 200 aux États-Unis et y est demeuré trois semaines. Il resta classé en tout pendant soixante quatre semaines et se vendra à plus de six millions d'exemplaires aux USA. Il atteindra aussi la première place des charts australiens et la deuxième place des charts canadiens.
Le titre de l'album n’apparaît nulle part sur le disque, le livret, ni même la tranche du CD. Par contre, le caractère chinois (紫) représentant le mot anglais purple est inscrit sur la pochette.
C'est sur cet album que l'on retrouve deux des plus grands succès de Stone Temple Pilots : Vasoline, dont le premier extrait, appuyé par un vidéoclip en plusieurs versions, a précédé la sortie du disque, ainsi que Interstate Love Song qui sorira le 9 septembre 1994. Ces deux titres se sont classés à la première place dans les charts Mainstream Rock Tracks et à la deuxième place des charts Alternative Songs du Billboard Magazine.
Le morceau Big Empty était paru l'année précédente (1993) sur la bande originale du film The Crow. Il sera le premier single issu de cet album en sortant le 22 mai 1994.

## Liste des titres
| No  | Titre                   | Paroles       | Musique                                 | Durée |
| --- | ----------------------- | ------------- | --------------------------------------- | ----- |
| 1.  | Meatplow                | Scott Weiland | Robert DeLeo, Dean DeLeo                | 3:36  |
| 2.  | Vasoline                | Weiland       | R. DeLeo, D. DeLeo, Weiland, Eric Kretz | 2:57  |
| 3.  | Lounge Fly              | Weiland       | R. DeLeo                                | 5:18  |
| 4.  | Interstate Love Song    | Weiland       | E. Deleo                                | 3:14  |
| 5.  | Still Remains           | Weiland       | R. DeLeo, D. DeLeo                      | 3:33  |
| 6.  | Pretty Penny            | Weiland       | D. DeLeo                                | 3:42  |
| 7.  | Silvergun Superman      | Weiland       | R. DeLeo, D. DeLeo                      | 5:16  |
| 8.  | Big Empty               | Weiland       | D.DeLeo                                 | 4:54  |
| 9.  | Unglued                 | Weiland       | R. DeLeo, Weiland                       | 2:34  |
| 10. | Army Ants               | Weiland       | D.DeLeo                                 | 3:46  |
| 11. | Kitchenware & Candybars | Weiland       | R.DeLeo                                 | 8:06  |

## Musiciens
Stone Temple Pilots
- Scott Weiland: chant, guitare (titre 7), percussions (titre 6)
- Dean DeLeo: guitare électrique et acoustique,  percussions (titre 6), batterie (fin du titre 7)
- Robert DeLeo: Basse, guitare (titre 2, 3, 6, 7 & 11), percussions (titre 6)
- Eric Kretz: batterie, percussions (titre 2, 3, 6 & 8)

Musiciens additionnels
- Brendan O'Brien: percussions (titre 1, 4, 7, 10 & 11), guitare (titre 11), mellotron (titre 10)
- Paul Leary: guitare solo (fin du titre 3)

## Charts et certifications

### Album
Charts
| Pays                                 | Durée du classement | Meilleur classement | Date            |
| ------------------------------------ | ------------------- | ------------------- | --------------- |
| Allemagne (GfK Entertainment)        | 17 semaines         | 15e                 | 4 juillet 1994  |
| Australie (ARIA Charts)              | 37 semaines         | 1er                 | 26 juin 1994    |
| Autriche (Ö3 Austria Top 40)         | 15 semaines         | 18e                 | 10 juillet 1994 |
| Canada (RPM)                         | 35 semaines         | 2e                  | 27 juin 1994    |
| Écosse (Scottish Album Chart)        | 7 semaines          | 49e                 | 29 mai 1994     |
| États-Unis (Billboard 200)           | 64 semaines         | 1er                 | 25 juin 1994    |
| Norvège (VG-lista)                   | 5 semaines          | 11e                 | 13 juin 1994    |
| Nouvelle-Zélande (RMNZ Albums Top40) | 33 semaines         | 3e                  | 11 juin 1995    |
| Pays-Bas (MegaCharts)                | 13 semaines         | 32e                 | 16 juillet 1994 |
| Royaume-Uni (UK Albums Chart)        | 12 semaines         | 10e                 | 12 juin 1994    |
| Suède (Sverigetopplistan)            | 15 semaines         | 6e                  | 17 juin 1994    |
| Suisse (Schweizer Hitparade)         | 10 semaines         | 25e                 | 10 juillet 1994 |

Certifications
| Pays              | Certification | Ventes      | Date               |
| ----------------- | ------------- | ----------- | ------------------ |
| Australie         | 2 × Platine   | 140 000 +   | 9 septembre 2002   |
| Canada            | 3 × Platine   | 300 000 +   | 6 janvier 1995     |
| États-Unis        | 6 × Platine   | 6 000 000 + | 9 janvier 2001     |
| Nouvelle-Zélande. | Platine       | 15 000 +    | 18 juin 1995       |
| Royaume-Uni       | Argent        | 60 000 +    | 1er septembre 1995 |

### Charts singles
| Single               | Chart                    | Durée du classement | Position | Date              |
| -------------------- | ------------------------ | ------------------- | -------- | ----------------- |
| Big Empty            | (Mainstream Rock Tracks) | 26 semaines         | 3e       | 4 juin 1994       |
| Big Empty            | (Alternative Songs)      | 13 semaines         | 7e       | 11 juin 1994      |
| Big Empty            | (Radio Songs)            | 15 semaines         | 50e      | 30 juillet 1994   |
| Big Empty            | (RMNZ Singles Top40)     | 1 semaine           | 47e      | 11 juin 1995      |
| Vasoline             | (Mainstream Rock Tracks) | 26 semaines         | 1er      | 3 septembre 1994  |
| Vasoline             | (Alternative Songs)      | 13 semaines         | 7e       | 6 août 1994       |
| Vasoline             | (Radio Songs)            | 15 semaines         | 38e      | 20 août 1994      |
| Vasoline             | (ARIA Charts)            | 7 semaines          | 24e      | 7 août 1994       |
| Vasoline             | (RPM Top Singles)        | 14 semaines         | 21e      | 15 août 1994      |
| Vasoline             | (RMNZ Singles Top40)     | 3 semaines          | 28e      | 21 août 1994      |
| Vasoline             | (UK Singles Chart)       | 2 semaines          | 48e      | 14 août 1994      |
| Interstate Love Song | (Mainstream Rock Tracks) | 33 semaines         | 1er      | 17 septembre 1994 |
| Interstate Love Song | (Alternative Songs)      | 26 semaines         | 2e       | 1er octobre 1994  |
| Interstate Love Song | (Radio Songs)            | 30 semaines         | 18e      | 20 août 1994      |
| Interstate Love Song | (ARIA Charts)            | 1 semaine           | 50e      | 13 novembre 1994  |
| Interstate Love Song | (RPM Top Singles)        | 13 semaines         | 21e      | 14 novembre 1994  |
| Interstate Love Song | (RMNZ Singles Top40)     | 1 semaine           | 47e      | 4 décembre 1994   |
| Interstate Love Song | (UK Singles Chart)       | 2 semaines          | 53e      | 4 décembre 1994   |
| Unglued              | (Mainstream Rock Tracks) | 16 semaines         | 8e       | 11 février 1995   |
| Unglued              | (Alternative Songs)      | 11 semaines         | 16e      | 18 février 1995   |
| Unglued              | (RPM Top Singles)        | 5 semaines          | 64e      | 30 janvier 1995   |
| Pretty Penny         | (Mainstream Rock Tracks) | 10 semaines         | 12e      | 22 avril 1995     |